# Vẹt Lory đỏ
Vẹt Lory đỏ (tên khoa học Eos bornea) - hay còn được gọi là Moluccan Lory hoặc Moluccan Lory đỏ - là một loài chim thuộc họ Psittaculidae. Nó là loài đặc hữu Moluccas và xung quanh hòn đảo ở Indonesia. Môi trường sống tự nhiên của nó là rừng ẩm nhiệt đới vùng đất thấp và rừng ngập mặn nhiệt đới.
Vẹt Lory đỏ là loại vẹt lory phổ biến nhất được nuôi nhốt. Chim thông minh này có một tính cách vui tươi và bề ngoài đầy màu sắc. Vẹt Lori đỏ là có màu sắc chủ yếu là màu đỏ sâu sắc với màu đen và điện đánh dấu màu xanh trên cánh và đuôi, kiểu màu khác nhau ở từng cá thể. Đuôi có màu hạt dẻ sẫm màu hơn. Chúng có kích thước dài 10-12 inch và có một cái mỏ màu cam.
Phân loài vẹt đỏ Lory Buru (Eos bornea cyanonothus) tối hơn, màu nâu trong, và thường bị nhầm lẫn trong điều kiện nuôi nhốt với các đề cử. Hai phân loài khác không phải là phổ biến, Vẹt đỏ Lory Rothschild (Eos bornea rothschildi) và Vẹt đỏ Lory Bernstein (Eos bornea bernsteini).

## Tiếng kêu

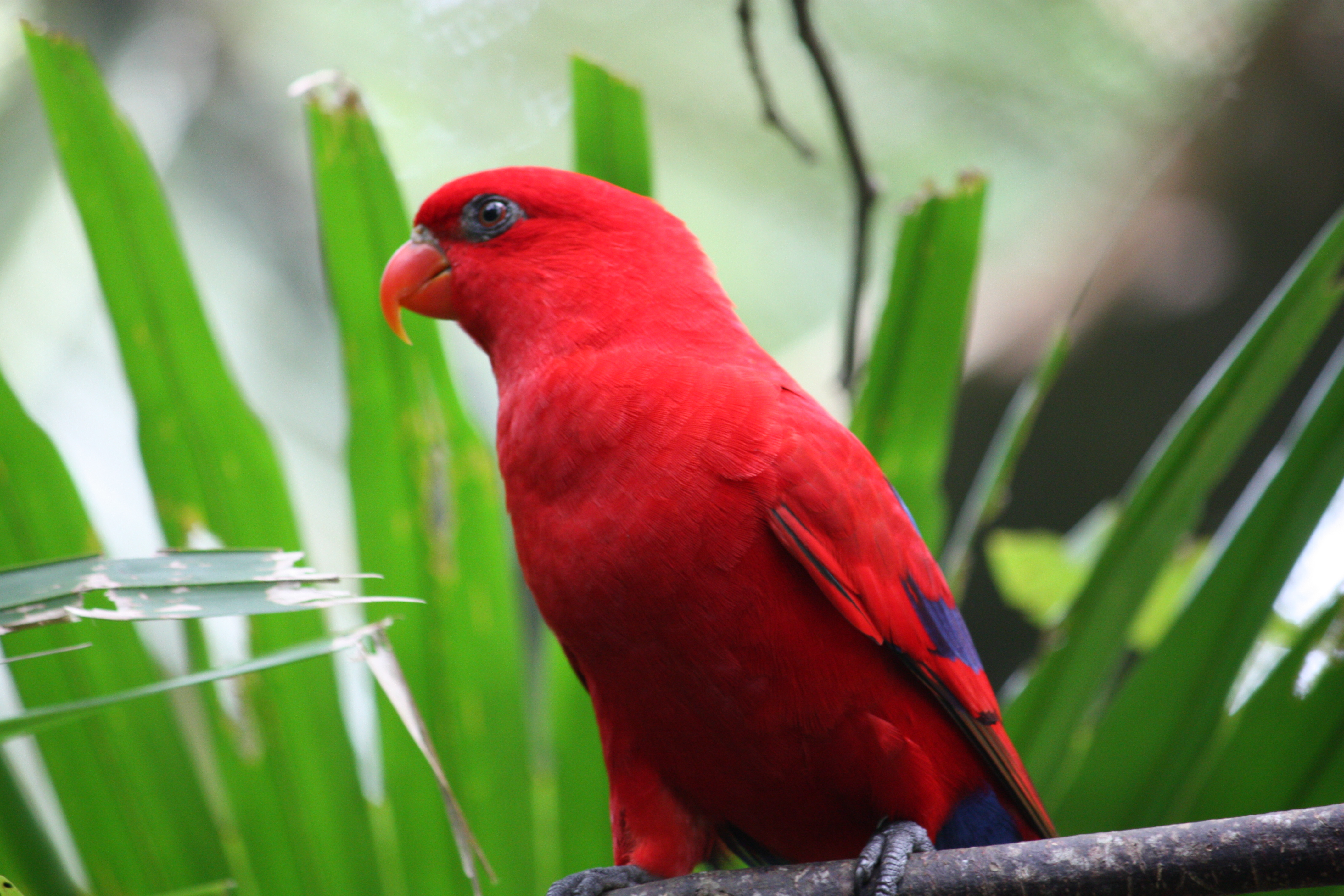
Vẹt Lory đỏ